# Pseudotolna perineti
Pseudotolna perineti är en fjärilsart som beskrevs av Pierre E.L. Viette 1965. Pseudotolna perineti ingår i släktet Pseudotolna och familjen nattflyn. Inga underarter finns listade.